# Juan Carlos Tello
Juan Carlos Tello (* 1962 in Mexiko-Stadt) ist ein mexikanischer Architekt.

## Biografie
Tello absolvierte sein Architekturstudium an der Universidad Iberoamericana (UIA) und dann ein Aufbaustudium für konzeptionelles Design an der Städelschule in Frankfurt am Main, das er mit Auszeichnung abschloss. Er war Stipendiat des Fondo Nacional para la Cultura y las Artes, des Goethe-Instituts und der deutschen Bundesregierung.
Er arbeitete mit bekannten mexikanischen und internationalen Architekten zusammen und hat eine Professur an der Fakultät für Architektur der Universidad Nacional Autónoma de México (UNAM) sowie an der Fakultät für Architektur und Stadtplanung der Universidad Iberoamericana.
Seine Arbeiten wurden im Museo Franz Mayer, im Colegio de Arquitectos de México, am Goethe-Institut und im Museo de Arte Carrillo Gil in Mexiko-Stadt ausgestellt und er wurde mehrfach für seine Arbeiten ausgezeichnet.